# 里奇曲率張量
在微分幾何中，類似度量張量，里奇張量也是一個在黎曼流形每點的切空間上的對稱雙線性形式。以格雷戈里奥·里奇-库尔巴斯托罗（Gregorio Ricci-Curbastro）為名的里奇張量或里奇曲率張量（英語：Ricci curvature tensor）。提供了一個數據去描述給定的黎曼度規（Riemannian metric）所決定的體積究竟偏離尋常歐幾里得 n- 空間多少的程度。粗略地講，里奇張量是用來描述「體積扭曲」的一個值；也就是說，它指出了n-維流形中給定區域之n-維體積，其和歐幾里得n-空間中與其相當之區域的體積差異程度。更精確的描述請見下文「直接的幾何意義」段落。

## 正式定義
設 (M,g)是一個 n-維 黎曼流形。 記 TpM 為 M 在 p 點的切空間， 任給切空間 TpM 中的一對向量 ξ, η ，Ricci 張量 Ric(ξ,η) 在 p 點的值定義為 TpM → TpM 的線性映射 Xp → R(Xp ,η)ξ 的跡（trace），也就是說： 
{\displaystyle \mathrm {Ric} (\xi ,\eta ):=\operatorname {trace} \{X\mapsto R(X,\eta )\xi \}}
右手邊 R 是所謂黎曼曲率張量，而 X → R(X, η)ξ 是切空間之間的線性映射，所以可以計算這映射的跡。在局部坐標系下有
{\displaystyle \operatorname {Ric} =\sum _{ij}R_{ij}\,dx^{i}\otimes dx^{j}}
使用爱因斯坦求和约定的話，上式會寫成：
{\displaystyle \operatorname {Ric} =R_{ij}\,dx^{i}\otimes dx^{j}}
其中，
{\displaystyle R_{ij}=\sum _{k}{R^{k}}_{ikj}.}
注意，之後的方程如果使用愛因斯坦求和約定，不會特別註明。
已經知道里奇張量 {\displaystyle \operatorname {Ric} (\cdot ,\cdot )}，現在就可以用里奇張量來定義里奇曲率。如果 {\displaystyle X} 為 {\displaystyle p} 點的單位向量，則
{\displaystyle \operatorname {Ric} (X,X)}
定義為在點 {\displaystyle p}， {\displaystyle X} 方向的里奇曲率(Ricci curvature)，有時會把 {\displaystyle \textstyle \operatorname {Ric} (X,X)} 寫成 {\displaystyle \textstyle \operatorname {Ric} (X)} 。也有些人會定義里奇曲率為 {\displaystyle \,\textstyle {\frac {1}{n-1}}\operatorname {Ric} (X,X)} 這裡 {\displaystyle \textstyle n=\dim M}。

## 直接的幾何意義
對於黎曼流形（M,g)裏任意一點p的旁邊可以定義被稱爲測地法座標系的局部座標系。這些通過p的測地線不但都對應着通過原點的直線，而且同時構成了從p的距離和從原點的歐幾里得距離的對應。這個座標系的度量張量是
{\displaystyle g_{ij}=\delta _{ij}+O(|x|^{2})}。
好處就是，此座標是歐幾里得度量的良好近似。實際上，由於在法座標系的放射測地線產生的雅可比場適用的度量的泰勒展開，
可以得到{\displaystyle g_{ij}=\delta _{ij}-{\frac {1}{3}}R_{ikjl}x^{k}x^{l}+O(|x|^{3})}。
然後，在這個座標系，在p可以得到以下體積元素的展開。
{\displaystyle d\mu _{g}={\Big [}1-{\frac {1}{6}}R_{jk}x^{j}x^{k}+O(|x|^{3}){\Big ]}d\mu _{\rm {Euclidean}}}
然後，如果里奇曲率{\displaystyle \operatorname {Ric} (\xi ,\xi )}在向量{\displaystyle \xi }的方向是正的，由於在M上從p向{\displaystyle \xi }方向的短的測地線收束族掃過的圓錐區域的體積比在歐幾里得空間對應的圓錐區域要小。如此類推，如果里奇曲率在給定的向量{\displaystyle \xi }的方向是負的，流形同樣的圓錐區域的體積比歐幾里得空間對應的圓錐區域要大。
里奇曲率本質上就是包含{\displaystyle \xi }的平面的曲率平均。也就是說最初是圓形（或者是球形）放射狀的圓錐會扭曲未橢圓形狀，沿着主軸的彎曲是相互相反的作用，而且有把體積變爲零的可能性。然後里奇曲率沿着{\displaystyle \xi }會變爲零。在物理的應用，一定要變零的切斷曲率的存在並不一定是局部性一定有什麼質量。世界線圓錐最初的圓形的橫切面是，要是變成了後來體積沒變化的橢圓，這個效果就是來自其他位置的質量的潮汐效果。

## 無跡的里奇張量
在黎曼幾何與廣義相對論中，一個偽黎曼流形(pseudo-Riemannian manifold){\displaystyle (M,g)}之無跡的里奇張量(trace-free Ricci tensor)是一個定義如下的張量
{\displaystyle Z=\operatorname {Ric} -{\frac {S}{n}}g}